# Psychic TV
Gli Psychic TV o PTV, sono stati un gruppo britannico di videoarte e musica, orientato principalmente ai generi psichedelico, punk, elettronica, acid house e sperimentale. Il gruppo, nella sua formazione iniziale, era composto dall'artista Genesis P-Orridge, dal regista e musicista Peter Christopherson (entrambi provenienti dai Throbbing Gristle) e Alex Fergusson, musicista e produttore (un membro importante di Alternative TV per i quali P-Orridge aveva suonato le percussioni).
L'attività prolifica dei Psychic TV conta più di cento album, tanto da far entrare la band nel Guinness dei primati per il maggior numero di album pubblicati in un anno, nel 1986.
Hanno contribuito ai Psychic TV artisti come Coil, Current 93, Hafler Trio, The Cult, White Stains, Soft Cell, XKP, Master Musicians of Jajouka, Matthew Best, Daniel Simon Black, Bill Breeze, Hilmar Örn Hilmarsson, Derek Jarman, Fred Giannelli, John Gosling, Timothy Leary, Rose McDowall, Stephen Kent, Vagina Dentata Organ, Andrew Weatherall, Larry Thrasher, Z'EV, Zef Noi$e, e molti altri.
Thee Temple ov Psychick Youth (aka T.O.P.Y.) nacque contemporaneamente alla band ed è stata un'organizzazione concepita come ala filosofica e ordine magico dei Psychic TV, diventando col tempo anche fan club di culto per il gruppo. P-Orridge lasciò il gruppo nel 1991.
Nel 1988, i Psychic TV pubblicarono il loro primo album di musica acid house, nonché alcune compilation (tra cui Jack The Tab e Tekno Acid Beat). Si sciolsero nel 1999, per riunirsi come PTV3 con una nuova formazione nel 2003. In questa terza fase il genere si è spostato più verso il rock psichedelico.
Il gruppo si è sciolto definitivamente nel 2020, con la morte del fondatore Genesis P-Orridge.

## Storia
Premessa: poiché Genesis P-Orridge principalmente scriveva i testi piuttosto che la musica, egli riunì attorno a sé musicisti diversi per creare la musica che aveva in mente. La storia dei Psychic TV può essere suddiviso nei periodi in cui si alternarono i vari musicisti.

### 1981-1987: periodo di Alexander Fergusson
I Psychic TV furono formati da Genesis P-Orridge e da Alex Fergusson nel 1981. Alexander Fergusson era già membro del gruppo punk Alternative TV, per il quale nel 1978 sull'album Vibing Up The Senile Man (Part One) egli suonò le percussioni. Peter Christopherson venne coinvolto nel 1982 e proclamò che il 'TV' che componeva il nome del gruppo era inteso focalizzare sugli elementi del visuale.
P-Orridge una volta disse che "Psychic TV" è un gruppo video che fa musica diversa da un gruppo musicale che fa video musicali". Similitudini possono essere viste per Alternative TV e per le pubblicazioni dei primi Psychic TV, con una ricorrenza stilistica del marketing style 'come visto in TV'.
Nelle prime performance live, i Psychic TV mantennero molta dell'atmosfera noisy che aveva P-Orridge nella sua precedente band, Throbbing Gristle, sebbene ora con un accresciuto uso di strumenti di percussione acustici esotici e altri strumenti. Psychic TV furono scritturati da WEA Records e susseguentemente da CBS basandosi sulla fama di Throbbing Gristle.
I loro primi album Force The Hand Of Chance e Dreams Less Sweet contengono alti valori di produzione, stucchevoli canzoni pop scritte da Fergusson, ed esperimenti di suono principalmente creati da Peter Christopherson e Geff Rushton, a.k.a. John Balance - che anticipava il lavoro che avrebbe poi fatto con i Coil. Fu coinvolto anche Marc Almond.
I live shows continuavano a presentare improvvisati elementi noise fino a che Peter Christopherson lasciò il gruppo e Fergusson implementò i musicisti capaci di improvvisare la pop music, conosciuta come hyperdelic, così come appare nei singoli Godstar e Roman P. Nel 1986 l'intenzione della band era di pubblicare 23 live album, ma si fermò senza dare spiegazioni dopo averne composti 17. Il decimo, un picture disk più comunemente conosciuto come Album 10, poteva essere acquistato solo se si consegnavano i gettoni contenuti in ognuna delle pubblicazioni precedenti. Nonostante il mancato obiettivo, la band ottenne l'ingresso nel Guinness Book of World Records come band che aveva pubblicato più lavori in un solo anno. I live show dominarono la maggior parte dell'anno 1988 degli Psychic TV.
Verso la fine di questo periodo Fergusson/P-Orridge completarono il loro terzo lavoro in studio l'album Allegory and Self: Thee Starlit Mire. Fu a questo punto che P-Orridge iniziò ad interessarsi all'acid house ed alla techno. Alex Fergusson lasciò il gruppo e fu sostituito dall'artista techno Fred Giannelli.

### 1988-1992: Periodo di Fred Giannelli
Durante questo periodo Fred Giannelli e altri artisti techno pubblicarono musica non solo come Psychic TV, ma anche con una varietà di nomi falsi. L'idea che stava dietro era quella di fare uscire compilations di questi immaginari artisti che desse la sensazione che una scena "acid house" in buona salute esistesse in Inghilterra. Gli album chiave di questo periodo furono Jack The Tab, Tekno Acid Beat e Towards the Infinite Beat, poiché praticamente tutti gli show live di questo periodo si svolgevano con canzoni appartenenti a questi album.

### 1992-1993: esilio
P-Orridge proclamò di essere stato deportato, sebbene più tardi ammise che era sua la decisione di non ritornare in Inghilterra da Kathmandu, dove lui e i suoi famigliari avevano lavorato con i rifugiati tibetani, invece che andare in un "esilio auto imposto". Questo avvenne dopo che un video che lui aveva creato fu falsamente presentato come evidenza di un rituale satanico in un'edizione del programma TV di Channel 4 Dispatches. Il programma fu più tardi screditato, sebbene prima di ciò la casa di Orridge fu perquisita dalla polizia e le allusioni erano state ripetute nella stampa tabloid. Egli disse che non si sarebbe sentito bene a tornare in Inghilterra per cui la sua famiglia si trasferì in California.
Poco dopo essersi trasferito negli Stati Uniti, P-Orridge andò incontro ad un divorzio che lo traumatizzò immensamente. La maggior parte delle pubblicazioni di questo periodo erano delle ristampe di album precedenti, specialmente da etichette discografiche industrial le quali così "pagavano un tributo di rispetto" al fondatore della musica industrial.

### 1993-1999: periodo Larry Thrasher/Michael Campagna
Nel 1992 Kim Cascone (fondatore di Silent Records) presentò P-Orridge a Larry Thrasher, cofondatore della band sperimentale della metà anni ottanta di San Francisco Thessalonians. A sua volta, Larry Thrasher presentò P-Orridge al chitarrista veterano e amico intimo, Michael Campagna. Questo trio diede inizio ad una collaborazione fresca e evolutiva nell'ambient sound. Cominciò un nuovo periodo per i Psychic TV che ritornarono così al loro inizio psichedelico pop con la co-produzione di Thrasher & Campagna, coautore del tanto acclamato dalla critica Trip/Reset; indi uscì l'album "Cold Blue Torch" e nuove esplorazioni sperimentali che si concentravano attorno alla poesia narrata di P-Orridge in pubblicazioni come "Thee Fractured Garden" e "Breathe". "Thee Fractured Garden" era un esempio seminale di questo periodo in cui i Psychic TV mescolavano ambient music, campionamenti e sound collage con le parole. Questo in seguito spinse P. Orridge, Thrasher & Campagna a creare altri progetti collaterali tra cui Splinter Test e poi Thee Majesty, che focalizzavano sulla narrazione dei testi e sulla sperimentazione sonica.
Altre notorie pubblicazioni per le quali P-Orridge collaborò con Thrasher furono l'Electric Newspapers, una serie di open source sample che univano il sampling CD concept con una stringa di esperienza coscienziosa di ascolto. Materiale dalle serie di Electric Newspaper delle pubblicazioni (ve ne sono in tutto sei, ma solo quattro sono uscite nel mercato) è per lo più preso dal CD PTV pubblicato con Thrasher che si avvale del contributo di Skinny Puppy e altri notevoli alleati musicali di quel periodo.
La motivazione originale per le serie Electric Newspaper era per assicurare che i file sample PTV fossero archiviati dopo la perdita dell'intera library dei PTV sampling nel drammatico incendio a Houdini Mansion nel Laurel Canyon di Hollywood avvenuto mentre PTV erano in tour. Questo incendio, che distrusse una villa di 18.000 piedi quadrati, lasciò P-Orridge in ospedale al Cedar Sinai Hospital con ferite gravi dopo che lui, (assieme a membri della band Love and Rockets) saltò dalla finestra della stanza per fuggire alle fiamme. Come risultato per questo evento P-Orridge si prese un periodo sabbatico di due anni, durante i quali fu coinvolto nella disputa legale contro Rick Rubin, proprietario della Houdini Mansion. P-Orridge vinse la causa, ma rimase con una placca metallica e otto chiodi nel braccio ricostruito permanentemente disabile.
Nel 1998 P-Orridge annunciò che voleva dedicarsi alla scrittura dei testi per la narrativa, questo avvenne quando Campagna lasciò la band per seguire dei progetti personali, e si tornò a focalizzare su Thee Majesty con la formazione musicale composta da Larry Thrasher e Bryin Dall. Thee Majesty continuarono a suonare nelle grandi halls e gallerie in Europa suonando improvvisando e narrando durante l'esecuzione della musica, uscì un lavoro un CD dal titolo "Time's Up" nel 1999.
Nel 2005 la Voiceprint record, etichetta discografica inglese, ripubblicò alcuni lavori vecchi di Psychic TV e albums Genesis di P-Orridge sotto il nome di Thee Majesty, e anche un nuovo album con la band Cotton Ferox. Sempre nel 2005 la pubblicazione "Mary Never Wanted Jesus" accreditò Genesis P-Orridge & Thee Majesty. PTV, come entità rock, fecero un ultimo concerto nel 1999 al Royal Festival Hall di Londra. Questo concerto segnò anche la fine dell'esilio di P-Orridge dall'Inghilterra.

### 2003-2020: PTV3
Una formazione completamente nuova di Psychic TV ritornò sul palco nel 2003 con un concerto a New York sotto il nome di PTV3. In settembre 2004, fu lanciato un tour in Europa (che copriva 16 paesi) e Nord America. Il 2005 vide la band tornare in studio, registrare il loro primo album dopo più di 10 anni (anche P-Orridge passò il 2005 lavorando con Throbbing Gristle su quello che sarà il loro primo album dopo 25 anni). Inoltre, per un po' di date in più furono in Europa quell'anno. In gennaio del 2006, il nuovo album di PTV fu annunciato da P-Orridge sul proprio sito web. Hell is Invisible... Heaven is Her/E, l'album fu registrato a New York e si avvalse della collaborazione di Nick Zinner (Yeah Yeah Yeahs) e Gibby Haynes (Butthole Surfers) ospiti in alcuni brani. P-Orridge lo descrive come "il Dark Side of the Moon del XXI secolo". La pubblicazione prevista per la metà del 2007 seguita da un tour. Nel febbraio 2007 Side-Line ha annunciato che l'etichetta discografica Fee Lee avrebbe pubblicato un album dal vivo degli Psychic TV, Live in Russia.
Gli shows del 2006 contengono un'all new video light show di Sterile Cowboys & Co. (noto come Nicolas Jenkins).
Lady Jaye morì improvvisamente il 9 ottobre 2007 nella sua casa di Brooklyn, New York a causa di un collasso cardiaco dovuto alle conseguenze del cancro allo stomaco contro il quale stava lottando da anni. Lady Jaye collassò e morì tra le braccia di P-Orridge.

### Psychic TV alla radio
P-Orridge e Mo Edley lavorarono come DJ e furono intervistati dalla stazione radio di New York WNYU. PTV3 suonarono alcune canzoni per la WFMU a Jersey City. Questa fu la prima volta che la band suonava per radio.
Per inaugurare l'uscita di Hell is Invisible... Heaven is Her/e, PTV3 ospitarono una celebrazione di 5 notti a settembre 2006 presso Galapagos Art Space a Williamsburg, quartiere di Brooklyn, a New York.

## Guinness dei primati
Gli Psychic TV hanno dato molti concerti durante la loro carriera con una formazione di musicisti sempre diversa. A metà degli anni ottanta avviano un progetto di pubblicare un disco dal vivo il 23 di ogni mese per 23 mesi consecutivi. Il progetto non viene portato a termine, fermandosi dopo 14 uscite, cosa sufficiente comunque per assicurare al gruppo un posto nel Guinness dei primati.

## Formazione

### Ultima formazione
- Genesis Breyer P-Orridge - voce, basso
- Morrison Edley (Toilet Boys) - batteria
- Alice Genese (Candy Ass / Pretty Boys) - basso
- David Max (HIT) - chitarre
- Markus Aurelius Cirkus Maximus Dangerous Fabulous Persson - tastiere
- Zef Noi$e - violino elettrico

### Ex componenti
- Alex Fergusson
- Alex Russell
- Marc Almond
- Andy Chatterley
- Craig Ellenwood
- Danny Hyde
- John Balance
- Dave Ball
- David Tibet
- Matthew Best
- Douglas Rushkoff
- Drew McDowell
- Rose McDowell
- Fred Giannelli
- Gini Ball
- Hilmar Örn Hilmarsson
- Hugo Longden
- John Balance
- John Gosling
- Jordi Valls
- Isaiah Singer
- Ken Thomas
- Larry Thrasher
- Michael Campagna
- Scott Breadman
- Monte Cazazza
- Mouse
- Paula P-Orridge
- Peter Christopherson
- Philipp Erb
- Richard Norris
- Richard Schiessl
- Sean Maher
- William Breeze
- Billy Goodrum
- Dave Martin
- Chandra Shukla
- Scott Nobody
- Caresse P-Orridge
- Genesse P-Orridge
- Stephen Kent
- Daniel Ash
- Daniel Black
- Max
- Julian Zanetti
- Paula Whitewolf
- "Gamal"
- Z'EV
- Lady Jaye Breyer P-Orridge - campionamenti

## Discografia
- Force the Hand of Chance (1982)
- Dreams Less Sweet (1983)
- A Pagan Day (Pictures from a Notebook) (1984)
- Berlin Atonal, Vol. 1 (1984)
- Berlin Atonal, Vol. 2 (1984)
- N.Y. Scum (1984)
- Descending (1985)
- Mouth of the Night (1985)
- Paramartha (1985)
- Themes (1985)
- Themes, Vol. 2 (1985)
- Those Who Do Not (1985)
- Live at Final War$ (1986)
- Live in Paris (1986)
- City ov Paris (1986)
- Live in Tokyo (1986)
- Live en Suisse (1987)
- Live in Gottingen (1987)
- Live in Glasgow (1987)
- Live in Heaven (1987)
- Live in Reykjavik (1987)
- Live in Toronto (1987)
- Temporary Temple and Atonal (1987)
- Themes, Vol. 3 (1987)
- Allegory and Self (1988)
- Live at Thee Mardi Gras (1988)
- Jack the Tab: Tekno Acid Beat (1988)
- Jack the Tab: Tekno Acid Beat, Vol. 1 (1988)
- Live at Thee Circus (1988)
- The Yellow Album (1988)
- Live at Thee Pyramid NYC 1988 (1989)
- Live at Thee Ritz (1989)
- A Real Swedish Live Show (1989)
- Tekno Acid Beat (1989)
- Kondole (1989)
- Live in Bregenz (1989)
- High Jack: Politics of Ecstacy (1990)
- Live at the Berlin Wall Part One (1990)
- Live at the Berlin Wall Part Two (1990)
- At Stockholm (1990)
- Towards Thee Infinite Beat (1990)
- The City of Tokyo/The City of New York (1991)
- City Ov London/City Ov Glasgow (1991)
- Direction of Travel (1991)
- Ultrahouse: The L.A. Connection (1991)
- Cold Dark Matters (1992)
- Stained by Dead Horses (1993)
- Sugarmorphoses (1993)
- Rare and Alive (1993)
- Elipse of Flowers (1993)
- Peak Hour Tin Toy (1993)
- Pagan Day (1994)
- Mein*Goett*In*Gen (1994)
- Al-Or-Al: Thee Transmutation of Mercury (1994)
- Black (1994)
- Blinded Eye in Thee Pyramids (1994)
- Force Thee Hands Ov Chants (1994)
- Hex Sex: The Singles, Pt. 1 (1994)
- Splinter Test [Box 2] (1994)
- Ambient Indoctrination (1994)
- Tarot ov Abomination (1994)
- Electric Newspaper, Media 1 (1995)
- A Hollow Cost (1995)
- Electric Newspaper, Issue 2 (1995)
- Live in Berlin (1995)
- Electric Newspaper, Media 3 (1995)
- Godstar: The Singles, Pt. 2 (1995)
- Ultradrug (1995)
- Cathedral Engine (1996)
- Beauty from Thee Beast (1996)
- Trip Reset (1996)
- Cold Blue Torch (1996)
- Breathe (1996)
- Ov Power (1998)
- The Origin of the Species (1998)
- Best Ov Psychic TV: Time's Up (1999)
- Origin of the Species, Vol. 2 (1999)
- Absurd and Difficult in Phoenix (2000)
- Catalan Mirror (2000)
- Do You Want Revenge? (2000)
- Enjoy Your Body in Manchester (2000)
- Gens Birthday Party (2000)
- Time's Up (2002)
- Origin of the Species, Vol. 3 (2002)
- Live in Europa, Vol. 1 (2003)
- Live in Thee Mean Fiddler (2003)
- Live in Thee SubterraniaTemple (2003)
- Live in Astoria (2003)
- Live in Glasgow Plus (2003)
- Live in Thee East Village (2003)
- Black Joy (2003)
- Godstar: Thee Director's Cut by Psychic TV (2005)
- Hell Is Invisible...Heaven Is Her/e (2007)
- Mr. Alien Brain Vs. the Skinwalkers (2008)
- At Stockholm / Jarman Themes / Live New York 17-11-83 / Unclean Versions / Unreleased and Rarities (2011)
- Themes [Box] (2011)
- Batschkapp (2012)
- Hacienda (2013)
- Live at Thee Marquee (2013)
- Thee Fabulous Feast ov Flowering Light (2013)
- Snakes (2014)
- Alienist (2016)
- Fishscales Falling: A Smorgasbord ov Delights – Mixtape, Vol. 1 (2016)
- Kondole/Dead Cat (2018)
- Origin of the Species I Disc 2
- Origin of the Species II Disc 2
- Origin of the Species III Disc 1
- Origin of the Species III Disc 2
- Mother Sky vs. Alien Sky